# SpellForce
SpellForce: Zakon Świtu – gra komputerowa będąca połączeniem gry RPG i gry strategicznej. Gra została stworzona przez niemiecką firmę Phenomic, a wydana w 2003 r. pod pełną nazwą SpellForce: The Order of Dawn przez JoWooD Productions.
Do gry zostały wydane dwa rozszerzenia: SpellForce: Oddech Zimy (2004) i SpellForce: Cień Feniksa (2005).
Powstał także sequel gry – SpellForce 2: Czas Mrocznych Wojen (2006), uzupełniony później trzema dodatkami: SpellForce 2: Władca Smoków (2007), SpellForce 2: Faith in Destiny (2012), SpellForce 2: Demons of the Past (2014). W 2017 powstał z kolei prequel – SpellForce 3.

## Opis fabuły
Wiele wieków przed okresem, w którym ma miejsce akcja gry, trzynastu potężnych czarodziejów połączyło siły, tworząc organizację zwaną Kręgiem. Przymierze magów Kręgu uczyniło wiele dobra, lecz przede wszystkim chcieli powiększać swoją potęgę. Postanowili doprowadzić do tzw. Przywołania. Gdyby któremuś z nich udało się je przeprowadzić, zyskałby ogromną potęgę. Żaden z nich jednak tego nie dokonał, przez co znaczna część świata została zniszczona i niemal wszyscy magowie zginęli. Pozostały jedynie wyspy rozdzielone morzem, lecz mag Kręgu Rohen Tahir przeżył Przywołanie i połączył je siecią magicznych portali.
Akcja gry rozpoczyna się 8 lat po Wojnie Przywołania, gdy Rohen przywołuje bohatera, który jest Sługą Run – jednym z wielu magów i wojowników, nad którymi władzę miał Krąg. Magowie, którzy do niego należeli, sprawowali ją właśnie za pomocą run – artefaktów zdolnych wiązać dusze i pozwalającym z łatwością przywołać poległe Sługi Run. Bohater ma początkowo pomóc organizacji założonej przez Rohena, zwanej Zakonem Świtu w walce z oddziałami Czarnej Pięści, lecz szybko okazuje się, że prawdziwym wrogiem jest Mag Kręgu ukrywający swoją twarz pod kapturem.

## Rasy
W świecie SpellForce (Eo) jest sześć grywalnych ras podzielonych na dwie strony – jasną i ciemną:

### Strona jasna
- Ludzie – jednostki sprawnie walczące zarówno w zwarciu, jak i na odległość. Posiadają przeciętne zdolności magiczne, średniej jakości pancerze i budynki. Sprawnie pozyskują surowce z otoczenia. Jednostki ludzi skuteczniej walczą w dzień niż w nocy. Ich tytan to gryf z jeźdźcem, posiada aurę szybkich ciosów[2].
- Elfy – są przeciętne w walce w zwarciu, ale posiadają dobre jednostki łucznicze. Dysponują dobrze rozwiniętą magią (głównie lodu), ale ich uzbrojenie jest słabe. Ich budynki nie są szczególnie wydajne, lecz jest to jedyna rasa, która potrafi odnawiać wykarczowane lasy. Stojący między drzewami elf otrzymuje mniejsze obrażenia w walce. Posiadają tytana enta, który zadaje spore obrażenia i ma wysoką wytrzymałość[3].
- Krasnoludy – dobrze walczą wręcz, ale do walki na odległość posiadają jedynie obrońcę. Nie posiadają prawie żadnych zdolności magicznych, za to dysponują mocnymi pancerzami. Ich budynki nastawione są głównie na wydobycie i obróbkę surowców. Po zabiciu wroga krasnoludzki wojownik automatycznie awansuje na kolejny poziom doświadczenia. Tytan to kamienny golem[4].

### Strona ciemna
- Orkowie – dobrze wyszkoleni w walce wręcz, ale przeciętni w walce na dystans. Orkowie posiadają wysokie zdolności magiczne. Ich uzbrojenie jest słabe, ale ich budynki są bardzo wydajne. Ork, któremu pozostanie tylko 25% punktów życia, ucieka z pola walki. Specjalne jednostki (np. bębniarze, trębiarze) mogą dodatkowo zagrzewać orkowych wojowników do boju. Tytan orków jest stworzony z lawy[5].
- Trolle – w ich szeregach walczą jednostki skuteczne w zwarciu jak i w walce na odległość. Trolle nie posiadają jednak żadnych zdolności magicznych. Potrafią wykonywać solidny oręż, jeśli tylko otrzymają od którejś z pozostałych ras odpowiednią ilość żelaza. Ich budynki są mało wydajne. Troll, który straci połowę punktów życia, wpada na pewien czas w szał, zadając wrogom większe obrażenia. Trolle posiadają specjalny budynek (kostnicę), dzięki któremu mogą pozyskiwać żywność z ciał poległych jednostek. Tytanem trolli jest cyklop z maczugą. Cyklop posiada aurę osłabienia, która zmniejsza obrażenia zadawane przez wrogów.[6].
- Mroczne elfy – to solidni wojownicy, gdy walczą w zwarciu, lecz w walce na dystans korzystają z czarów – jest to rasa dobrze wyszkolona w dziedzinie magii. Mroczne elfy nie posiadają własnych robotników, polegając całkowicie na pracy niewolniczej. Jednostka, która w nocy zginie z ręki mrocznego elfa, zostanie wskrzeszona jako podległy jego woli szkielet[7].

By przywołać robotników, a później także wojowników potrzebne są do tego plany budynków i jednostek danej rasy, runy, a także aktywowany monument runiczny. Każda rasa ma swój monument, w grze jest również monument bohaterów który nie jest przyporządkowany żadnej z ras. W tym monumencie przywołani zostają bohaterowie, którzy są związani z runą.

## Rozwój postaci
Gra opiera się na standardowym modelu rozwoju postaci w grach RPG. Postać zdobywa punkty doświadczenia poprzez wykonywanie zadań i walkę z przeciwnikami. Po zdobyciu kolejnego poziomu awatar otrzymuje 2 punkty umiejętności i 5 punktów cech. Istnieje siedem umiejętności głównych, dzięki którym gracz może rozwijać umiejętności poboczne. Cech awatara również jest siedem.